# Ranunculus polyanthemophyllus
Ranunculus polyanthemophyllus är en ranunkelväxtart som beskrevs av W. Koch och H. Hess. Ranunculus polyanthemophyllus ingår i släktet ranunkler, och familjen ranunkelväxter. Inga underarter finns listade i Catalogue of Life.

## Bildgalleri

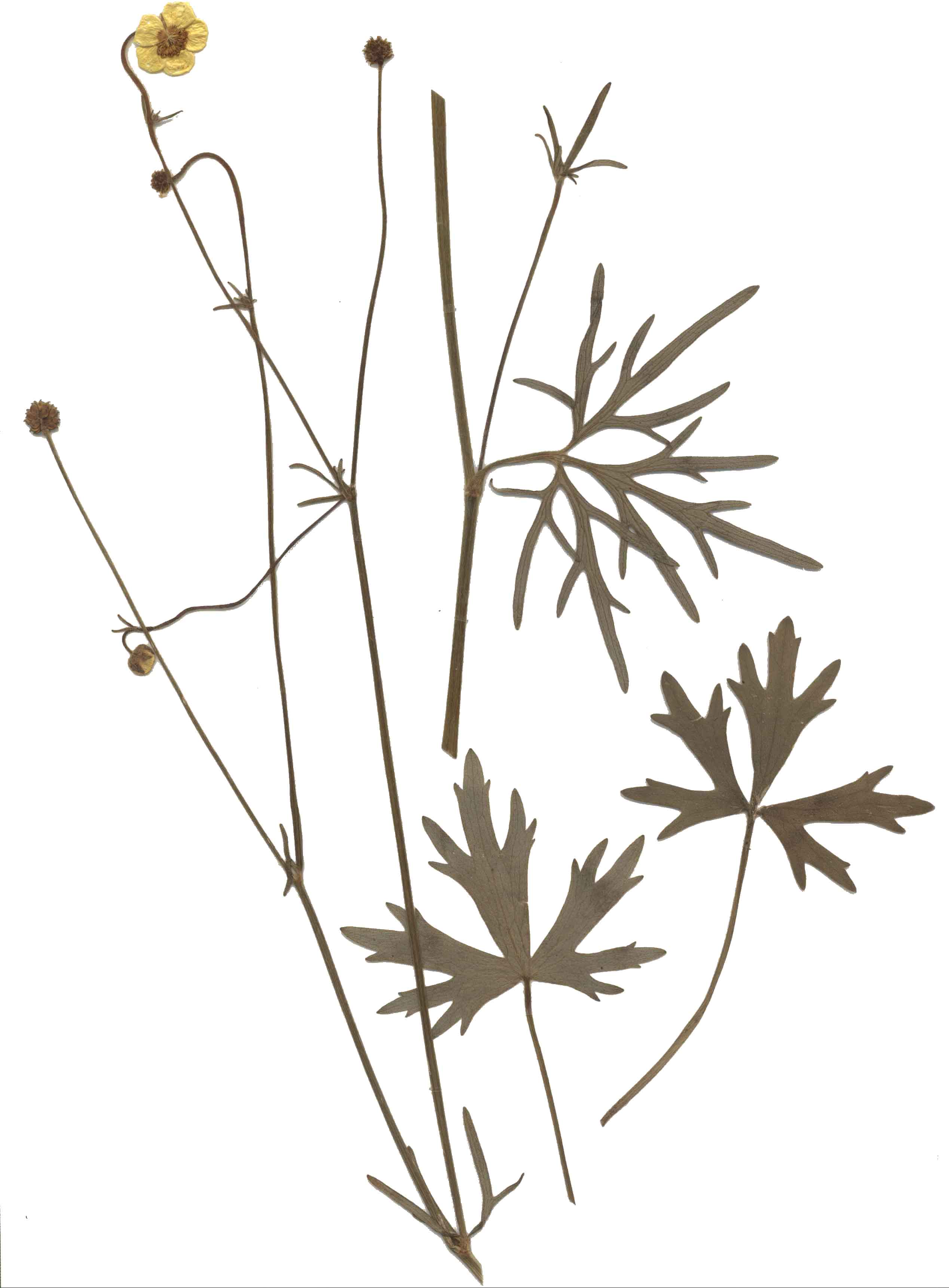
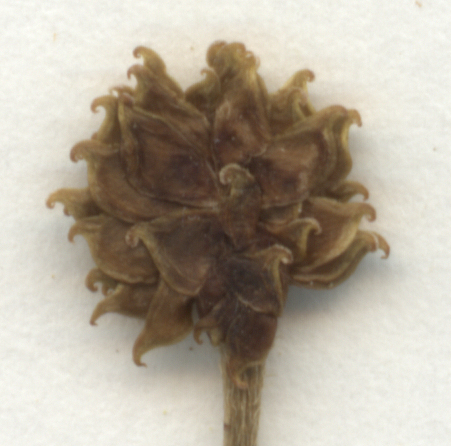